# Plecs vocals
Els plecs vocals, també anomenats cordes vocals, són dos doblecs mucosos de la laringe que tenen un paper fonamental en la fonació. Estan situats entre el cartílag tiroide i el cartílag aritenoide. Internament, són dues bandes de teixit muscular llis. El terme que trobem en la Nomina Anatomica és el de plica vocalis i l'ús popular ha consagrat el terme de corda vocal.
Els plecs vocals vibren per l'acció del pas de l'aire que ve dels pulmons i produeixen el so de la veu. El so que produeixen les cordes vocals és enviat a través de la gola, el nas i la boca, donant lloc a un so més ric en harmònics.
Els trastorns de les cordes vocals són sovint causats per l'abús o mal ús de les cordes vocals, tal com un ús excessiu de la veu quan cantem, parlem, fumem, tossim, cridem o inhalem substàncies irritants. Alguns dels trastorns més comuns de les cordes vocals són la laringitis, nòduls vocals, la paràlisi de les cordes vocals i els pòlips vocals.

## Estructura morfològica del plec vocal
La laringe està recoberta interiorment per una mucosa de tipus respiratori que comprèn un epiteli, una dermis o còrion i glàndules, vasos i nervis. En algunes parts de la laringe, especialment en la vora del replec vocal, es troba l'epiteli mucós.
Els plecs vocals estan formats per tres capes successives: la capa mucosa o superficial, la capa intermèdia o lligament vocal, i la capa profunda o múscul vocal.
- La mucosa. Està formada per un epiteli escamós que li dona brillantor i una aparença blanquinosa. Alguns autors inclouen la capa més superficial de la làmina elàstica, que és la que dona la capacitat d'estirament al plec vocal. La mucosa de la laringe té continuïtat, per amunt, amb la de la faringe i la boca i, per baix, amb la de la tràquea. La mucosa presenta uns plecs que recobriran les estructures lligamentoses i musculars. La part que recobreix les cordes vocals és prima i en algunes parts no té glàndules de secreció; per tant, l'epiteli que recobreix les cordes vocals és especialment vulnerable a la sequedat i depèn de la secreció de les glàndules veïnes. Durant la fonació, s'ha observat com baixa, periòdicament, la secreció produïda per glàndules ubicades més amunt. Si l'epiteli vocal s'asseca, es dificulta la fonació i, a més a més, es pot originar una necrosi superficial. La sequedat de la mucosa en els plecs vocals provocada per canvis ambientals (calefacció excessiva, aire condicionat, etc.) pot produir una disfonia.

- El lligament vocal. Està format per la resta de la làmina pròpia: l'estrat intermedi, amb fibres elàstiques, i l'estrat profund, amb fibres col·làgenes. Les fibres col·làgenes confereixen una capacitat de resistència i donen als plecs vocals consistència.

- El múscul vocal. Té les seves fibres orientades paral·lelament a les del lligament vocal.

Cal destacar l'espai de Reinke, situat entre la mucosa de la vora lliure de la corda i les fibres elàstiques, que dona unes característiques elàstiques a la vorera de la corda i té un paper important en la fonació. Aquest espai té molta importància per a l'explicació de la teoria mucoondulatòria de la vibració dels replecs vocals, teoria que tractarem més endavant. La laxitud d'aquest espai permet que, en passar l'aire entre els replecs vocals en l'expiració fonada, l'epiteli escamós pugui onejar com una bandera al vent.

## Cordes falses o cordes vocals falses
Els plecs vocals s'anomenen a vegades plecs vocals vertaders per a distingir-los dels plecs vocals falsos o cordes vocals falses. També s'anomenen plecs vestibulars o plecs ventriculars.
El nom fa referència a un parell de grans i gruixuts plecs de membrana mucosa que se situen per damunt i que protegeixen els delicats plecs veritables. Tenen un paper mínim en la fonació normal, però s'utilitzen sovint per a alguns tipus d'emissió vocals, en determinats crits, maneres de cantar, o per a crear efectes vocals determinats.
Els plecs vocals falsos, quan són extirpats amb cirurgia, es poden regenerar completament.

## Imatges addicionals

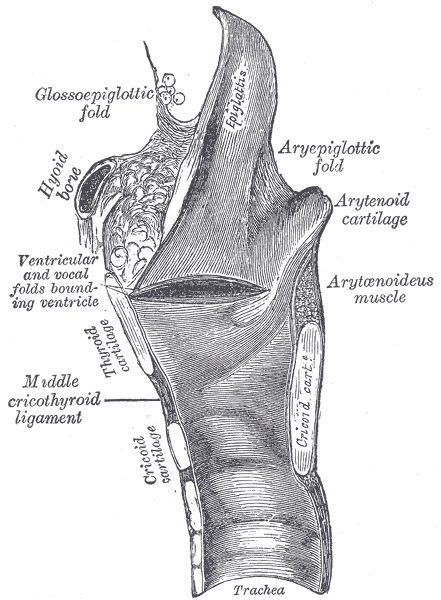
Secció sagital de la laringe i part superior de la tràquea
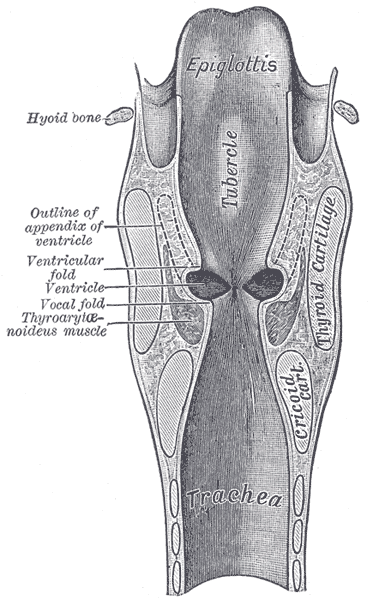
Secció coronal de la laringe i part superior de la tràquea
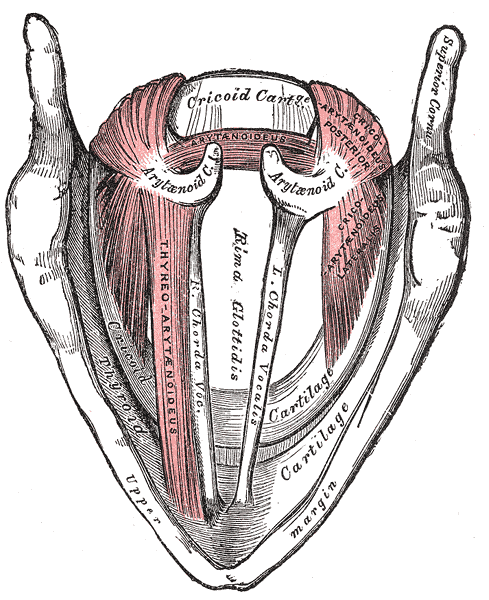
Músculs de laringe. Vista superior
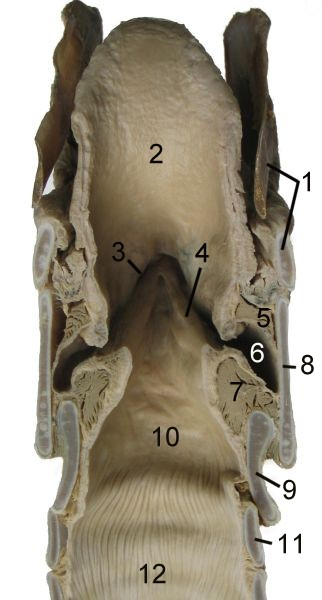
Laringe d'un cavall. Tall